# Gräskanastero
Gräskanastero (Asthenes modesta) är en fågel i familjen ugnfåglar inom ordningen tättingar.

## Utseende
Gräskanasteron är en rätt enfärgad fågel. Undersidan är brunaktig och stjärten är roströd med mörk mitt. 

## Utbredning och systematik
Gräskanastero delas in i fem underarter med följande utbredning:
- Asthenes modesta proxima – förekommer i centrala och sydöstra Peru (Junín och Cusco)
- Asthenes modesta modesta – förekommer i puna i södra Peru till västra Bolivia, norra Chile och nordvästra Argentina
- Asthenes modesta rostrata – förekommer i Anderna i norra Bolivia (Cochabamba)
- Asthenes modesta serrana – förekommer i centrala Argentina (söder till Santa Cruz)
- Asthenes modesta australis – förekommer i Anderna i Chile (Atacama till Colchagua) och intilliggande Argentina

## Levnadssätt
Gräskanasteron hittas i bergstrakter, huvudsakligen i rätt öppna områden från buskmarker till myrar och klippiga sluttningar. Den är förhållandevis lätt att få syn på när den springer på marken med stjärten rest eller sjunger från ett klippblock. Fågeln föredrar öppnare miljöer än kanjonkanastero och mindre kanastero och stjärten hålls mer styvt och dippas nedåt, ej löst och i sidled.

## Status och hot
Arten har ett stort utbredningsområde, men tros minska i antal, dock inte tillräckligt kraftigt för att den ska betraktas som hotad. Internationella naturvårdsunionen IUCN listar arten som livskraftig (LC).